# Баните (община)
Баните (болг. Община Баните) — община в Болгарии. Входит в состав Смолянской области. Население составляет 6555 человек (на 21.07.05 г.).

## Состав общины
В состав общины входят следующие населённые пункты:
1. Баните
2. Босилково
3. Вишнево
4. Вылчан-Дол
5. Глогино
6. Гылыбово
7. Давидково
8. Две-Тополи
9. Дебеляново
10. Дрянка
11. Загражден
12. Крыстатица
13. Малка-Арда
14. Малко-Крушево
15. Оряховец
16. Планинско
17. Рибен-Дол
18. Сливка
19. Стырница
20. Траве